# Beach Haven (New Jersey)
Ne doit pas être confondu avec Beach Haven (Nouvelle-Zélande).
Beach Haven est une municipalité américaine située dans le comté d'Ocean au New Jersey.
Lors du recensement de 2010, sa population est de 1 170 habitants. La municipalité s'étend sur 2,32 milles carrés (6,01 km2), dont 1,34 milles carrés (3,47 km2) d'étendues d'eau.
La ville devient un borough indépendant de Eagleswood Township en novembre 1890. Son nom signifie « le havre de la plage ».